# 中国白城兵器试验中心
中国白城兵器试验中心，又称中国人民解放军第三十一试验训练基地（中国人民解放军63850部队），位于吉林省白城市洮北区平台镇，是中国人民解放军陆军直属单位。该中心是中国组建最早、亚洲最大、功能最全、综合性最强的常规武器装备试验靶场，履行国家靶场职能。中华人民共和国现有的绝大部分常规武器装备都由该中心试验定型后列装部队。该中心主要承担中国常规武器装备的定型、鉴定、科研摸底、生产交验、射表编拟等科研试验任务。

## 简介
1953年9月，中央军委批准在吉林省白城大草甸地区建中国人民解放军军械试验靶场（简称“白城靶场”），承担地面火炮、步兵武器的性能考核、定型试验等任务。1954年8月26日，军械试验靶场正式成立。这是苏联援建中国的156项重点工程之一。中国人民解放军军械试验靶场是经周恩来、刘少奇、彭德怀批准建立的。1954年9月初，第一批人员开赴科尔沁草原进行建设。在“边建设，边试验，边培养干部”的“三边”方针指导下，试验队伍初步形成，其中轻武器试验队伍在苏联专家A·沃尔柯夫的指导下，初步建起了试验项目及试验方法。1956年4月，军械试验靶场改称中国人民解放军第一军械科学试验靶场，属中国人民解放军总军械部建制，张贻祥少将任场长，李孔亮少将曾任政治委员，郑鹤麟大校、刘智瑞大校先后任副政治委员、副场长。彭德怀很早就曾来此视察。
1956年6月9日，该靶场举行临时靶场建成开幕典礼，王树声致辞。1955年9月8日至10月24日，该靶场对中国东北某厂仿制生产的某型手枪开展了产品质量检验试验。1956年，第一座环境模拟试验室开始筹建，1958年建成并投入使用。1960年7月苏联专家撤走，但未影响该靶场的正常建设。
1959年3月，韩振纪任中国人民解放军总后勤部军械部部长后，白城靶场归总后勤部军械部建制，日常管理由总后勤部军械部负责。中国人民解放军总参谋部则负责安排各军兵种在此试验武器，主管该工作的副总参谋长是张爱萍、彭绍辉。后经总参谋部领导与韩振纪研究后，决定由总后勤部军械部并白城靶场报经总后勤部党委，要求就加强该靶场的综合利用、提高靶场试验能力问题进行研究。总后后勤部派出专家小组开展调研，提出方案后报总参谋部，经国务院、中央军委批准，决定将主靶道延伸，用来满足高射武器、远射程武器试验的要求。当时正值三年困难时期，靶场经过艰苦奋斗，于1960年完成扩建，场区面积达到1795平方公里。
1960年初，国防工业开展三线建设，中央军委决定在西北建设新的兵器试验场。韩振纪组织总后勤部军械部会同有关部门研究了中央军委的决定，并派专人参加选址。经过论证，周恩来批准在某地建设常规兵器试验基地第二试验场，建制上隶属白城基地。这就是日后的中国华阴兵器试验中心。
1961年3月22日、7月10日，韩振纪先后参加总后勤部举办的全军后勤工作会议、全军后勤工作座谈会，会上讨论贯彻勤俭建军、厉行节约的精神。随后韩振纪召开总后勤部军械部党委会研究营养问题，决定在白城靶场建设农场，作为农副食品基地。1962年8月、1963年4月，叶剑英先后两次到白城靶场视察。
1963年8月，中央军委就白城靶场的任务，向周恩来、邓小平并中共中央书记处作了专题报告，计划将白城靶场建设成以陆军常规兵器试验为主，兼顾海军、空军部分常规兵器试验的综合性试验基地。此后，由总参谋部、总后勤部、空军、海军、炮兵、装甲兵主管领导组成常规兵器试验基地规划小组，制定出总体规划及分期建设方案，1963年12月，中共中央批准了该建设方案。
聂荣臻曾想将白城靶场归中华人民共和国国防部直接管辖，后又想将几个大试验基地集中由国防科委领导。1964年1月，中央军委决定，中国人民解放军第一军械科学研究试验靶场改称军械科学研究试验基地。1964年11月，又更名为中国人民解放军常规兵器试验基地（简称“白城基地”）。1965年，中央军委授予该试验基地“中国人民解放军第三十一训练基地”的番号。后又多次经过变革，该基地划归国防科工委序列，1998年改隶中国人民解放军总装备部。
文革初期，该靶场科研停滞，因全国高校停办导致技术力量无法补充，多数干部先后被派出开展“四清”、“三支两军”工作。直到文革中后期的1971年，状况才好转。
文革期间，该靶场的轻武器部内迁问题反复不定，直到1983年初，上级才决定“轻武器部扎根草原，就地改扩建”。1987年，轻武器部制定了中国枪械定型试验的首部国家军用标准及其他5部军用标准。1998年，轻武器部又制定了《枪械性能试验方法》（GJB3484—98）及其他4部军用标准。
中国的多类陆军、海军、空军、火箭军、警用武器装备在该中心完成试验鉴定。21世纪初，该中心探索实战化条件下完成武器装备定型试验，先后构建了含光电、目标、电磁、烟尘等9项指标的复杂战场环境，完成了典型作战任务条件下的装备试验战术背景、逼真目标等7方面战场设置，完善了考核程序。
在深化国防和军队改革中，2016年1月其上级部门中国人民解放军总装备部被撤销，该基地转隶中国人民解放军陆军。

## 机构设置
- 技术部[2]
- 轻武器试验部[5]

……

## 历任领导
| 中国人民解放军第三十一试验训练基地司令员（中国白城兵器试验中心主任） 第三十一试验训练基地司令员对外又称中国白城兵器试验中心主任。 - 张贻祥少将（1954年1月—1956年4月，军械试验靶场党委书记兼场长） - 张贻祥少将（1956年4月—1957年，第一军械科学试验靶场场长） - 李开湘少将（？—？） - 万一夫（1964年11月—1967年） …… - 郑光耀少将（？—？） - 马殿荣少将（？—？） - 尚学琨少将（1994年10月—1995年12月） - 郑洪涛少将（？—2002年） - 吴东满少将（2002年—2007年） - 傅廷俊少将（2007年—2011年） - 韩强少将（2011年—2015年） - 曾凡吉少将（2015年—） | 中国人民解放军第三十一试验训练基地政治委员（中国白城兵器试验中心党委书记） 1990年代起，第三十一试验训练基地政治委员通常兼任中国白城兵器试验中心党委书记。 - 李孔亮（？—1960年，第一军械科学试验靶场政委） …… - 李开湘（1964年11月—？） …… - 王传友少将（1989年6月—1990年） - 时文举少将（？—？） - 贾万清少将（？—2001年） - 王荣耀少将（2001年—？） - 张胜勤少将（？—2006年） - 孙保卫少将（2006年—2009年） - 王兆宇少将（2009年—2011年） - 胡永生少将（2011年—2016年） - 李广彬少将（2016年—） |